# سوني إكسبيريا جاي
اكسبيريا جاي (بالإنجليزية: Sony Xperia J)‏ هو هاتف ذكي من سوني موبايل كوميونيكيشنز يعمل بنظام أندرويد، تم طرحه في الأسواق في 29 أغسطس 2012.

## الخصائص
- نظام التشغيل: أندرويد
- الشاشة: 854 × 480
- الوزن: 124 غ (4.37 أونصة)
- المعالج: 1 جيجا هرتز
- الذاكرة: 512 ميجابايت
- التخزين: 4 جيجابايت